# Маунтен-Парк (Оклахома)
Маунтен-Парк (англ. Mountain Park) — місто (англ. town) в США, в окрузі Кайова штату Оклахома. Населення — 320 осіб (2020).

## Географія
Маунтен-Парк розташований за координатами 34°41′56″ пн. ш. 98°57′8″ зх. д. / 34.69889° пн. ш. 98.95222° зх. д. (34.698840, -98.952306).  За даними Бюро перепису населення США в 2010 році місто мало площу 1,96 км², уся площа — суходіл.

## Демографія
Згідно з переписом 2010 року, у місті мешкало 409 осіб у 171 домогосподарстві у складі 107 родин. Густота населення становила 208 осіб/км².  Було 218 помешкань (111/км²).
Расовий склад населення:
| - 89,2 % — білих - 3,4 % — корінних американців - 2,2 % — чорних або афроамериканців - 0,2 % — азіатів - 2,2 % — осіб інших рас |

До двох чи більше рас належало 2,7 %. Частка іспаномовних становила 7,6 % від усіх жителів.
За віковим діапазоном населення розподілялося таким чином: 25,7 % — особи молодші 18 років, 55,2 % — особи у віці 18—64 років, 19,1 % — особи у віці 65 років та старші. Медіана віку мешканця становила 40,5 року. На 100 осіб жіночої статі у місті припадало 94,8 чоловіків;  на 100 жінок у віці від 18 років та старших — 92,4 чоловіків також старших 18 років.
Середній дохід на одне домашнє господарство  становив 39 699 доларів США (медіана — 33 750), а середній дохід на одну сім'ю — 51 203 долари (медіана — 42 679). За межею бідності перебувало 23,7 % осіб, у тому числі 39,6 % дітей у віці до 18 років та 16,4 % осіб у віці 65 років та старших.
Цивільне працевлаштоване населення становило 210 осіб. Основні галузі зайнятості: виробництво — 21,0 %, освіта, охорона здоров'я та соціальна допомога — 18,1 %, мистецтво, розваги та відпочинок — 15,7 %.